# Psilocybe
Psilocybe is een geslacht van schimmels uit de familie Hymenogastraceae. Het komt wereldwijd voor. Soorten zijn onder andere Psilocybe cubensis, Psilocybe mexicana en Psilocybe semilanceata, die ook in België en Nederland voorkomt en puntig kaalkopje genoemd wordt.
Een andere soort wordt Teonanacatl genoemd door de Azteken. Psilocybe cubensis is Di-shi-tjo-le-rra-ja (oftewel: "heilige mestpaddenstoel") in de taal van de Mazateken. Deze soort is bekend als paddo, psilo en magic mushroom.

## Beschrijving
Psilocybe-soorten worden zelden groter dan een tiental centimeter en zijn bruin tot bijna wit van kleur, de psycho-actieve exemplaren kleuren blauw bij kneuzing. De soorten zijn saprofyt en groeien op dode organismen, rottende planten, mest en dergelijke. Moleculair onderzoek toont echter aan dat Psilocybe polyfyletisch is en dat met name de blauw-kleurende exemplaren tot een andere clade behoren dan de niet-verkleurende.

## Actieve bestanddelen
Enkele soorten bevatten hallucinogene stoffen, onder andere psilocybine en psilocine (vandaar de bijnaam "vlees van de goden"); beide zijn tryptaminederivaten en erg verwant met de neurotransmitter serotonine. Een bekende soort die als drug gebruikt wordt is het puntig kaalkopje (Psilocybe semilanceata).

## Toepassingen
In Zuid-Amerika worden heilige paddenstoelen al sinds mensenheugenis gebruikt om in buitennormale- of niet-alledaagse bewustzijnstoestanden te geraken, maar ook in Europa zijn oude af- en uitbeeldingen gevonden die verwijzen naar de grote rol die magische paddenstoelen speelden in het leven van onze voorouders.
De etnobotanici R. Gordon Wasson en zijn echtgenote Valentina Wasson ontdekten dat bij enkele Mexicaanse Indianenvolken de oude rituelen van de heilige paddenstoel nog bestonden. Zij werden in 1955 door de sjamaan Maria Sabina als eerste westerlingen in staat gesteld zelf de werking van Psilocybe cubensis te leren kennen. Twee jaar later publiceerde R. Gordon Wasson een verslag van zijn psychedelische ervaring in Life onder de titel "Seeking the Magic Mushroom" waarop de belangstelling voor Indiaanse rituelen enorm toenam, met name in de jaren zestig. Talloze mensen zochten met behulp van deze paddenstoelen een geestelijke ervaring die wel als mystiek wordt omschreven.

## Soorten
Volgens Index Fungorum telt het geslacht 296 soorten (peildatum datum september 2023):
| Soortnaam                                     | Auteur(s)                                             | Publicatiejaar |
| --------------------------------------------- | ----------------------------------------------------- | -------------- |
| Psilocybe acadiensis                          | A.H. Sm.                                              | 1946           |
| Psilocybe acutipilea                          | (Speg.) Guzmán                                        | 1978           |
| Psilocybe aerugineomaculans                   | (Höhn.) Singer & A.H. Sm.                             | 1958           |
| Psilocybe aggericola                          | Singer & A.H. Sm.                                     | 1958           |
| Psilocybe aggregata                           | Cleland & Cheel                                       | 1918           |
| Psilocybe albobrunnea                         | L.C. Lutz                                             | 1907           |
| Psilocybe albofimbriata                       | (Rick) Singer                                         | 1986           |
| Psilocybe aleuriata                           | R. Heim & L. Rémy                                     | 1926           |
| Psilocybe allenii                             | Borov., Rockefeller & P.G. Werner                     | 2012           |
| Psilocybe alnetorum                           | (Singer) Singer                                       | 1990           |
| Psilocybe alpina                              | Guzmán, Tapia & Nav.-Ros.                             | 1999           |
| Psilocybe alutacea                            | Y.S. Chang & A.K. Mills                               | 2006           |
| Psilocybe andina                              | Guzmán                                                | 1978           |
| Psilocybe anellariiformis                     | (Murrill) Singer                                      | 1973           |
| Psilocybe angulospora                         | Yen W. Wang & S.S. Tzean                              | 2015           |
| Psilocybe antioquiensis                       | Guzmán, Saldarr., Pineda, G. García & L.-F. Velázquez | 1994           |
| Psilocybe apelliculosa                        | P.D. Orton                                            | 1969           |
| Psilocybe appendiculata                       | Rick                                                  | 1920           |
| Psilocybe aquamarina                          | (Pegler) Guzmán                                       | 1995           |
| Psilocybe araucana                            | Singer                                                | 1969           |
| Psilocybe arcana                              | Borov. & Hlavá?ek                                     | 2001           |
| Psilocybe argentina                           | (Speg.) Singer                                        | 1969           |
| Psilocybe atlantis                            | Guzmán, Hanlin & C. White                             | 2003           |
| Psilocybe aucklandiae                         | Guzmán, C.C. King & Bandala                           | 1991           |
| Psilocybe aurantiaca (Oranjerode stropharia)  | (Cooke) Noordel.                                      | 1995           |
| Psilocybe australiana                         | Guzmán & Watling                                      | 1978           |
| Psilocybe aztecorum                           | R. Heim                                               | 1957           |
| Psilocybe azurescens                          | Stamets & Gartz                                       | 1995           |
| Psilocybe baeocystis                          | Singer & A.H. Sm.                                     | 1958           |
| Psilocybe banderillensis                      | Guzmán                                                | 1978           |
| Psilocybe barrerae                            | Cifuentes & Guzmán                                    | 1981           |
| Psilocybe blattariopsis                       | (Speg.) Singer                                        | 1951           |
| Psilocybe bohemica                            | Šebek                                                 | 1983           |
| Psilocybe bolivarii                           | Guzmán                                                | 1968           |
| Psilocybe borealis                            | Guzmán                                                | 1977           |
| Psilocybe brasiliensis                        | Guzmán                                                | 1978           |
| Psilocybe brunneocystidiata                   | Guzmán & E. Horak                                     | 1979           |
| Psilocybe bulbosa                             | (Peck) A.H. Sm.                                       | 1948           |
| Psilocybe cabiensis                           | Guzmán, M. Torres & Ram.-Guill.                       | 2004           |
| Psilocybe caeruleoannulata                    | Singer ex Guzmán                                      | 1978           |
| Psilocybe caerulescens                        | Murrill                                               | 1923           |
| Psilocybe caerulipes                          | (Peck) Sacc.                                          | 1887           |
| Psilocybe caesioannulata                      | Singer                                                | 1965           |
| Psilocybe caespitosa                          | Murrill                                               | 1923           |
| Psilocybe californica                         | Earle                                                 | 1905           |
| Psilocybe calongei                            | G. Moreno & Esteve-Rav.                               | 1988           |
| Psilocybe candidipes                          | Singer & A.H. Sm.                                     | 1958           |
| Psilocybe capitulata                          | Har. Takah.                                           | 2011           |
| Psilocybe carbonaria                          | Singer                                                | 1965           |
| Psilocybe castaneicolor                       | Murrill                                               | 1923           |
| Psilocybe castillotovarii                     | Guzmán                                                | 2005           |
| Psilocybe chaconii                            | Guzmán, Escalona & Ram.-Guill.                        | 2004           |
| Psilocybe chilensis                           | Singer                                                | 1965           |
| Psilocybe chrysocystidiata                    | Singer                                                | 1973           |
| Psilocybe chuxiongensis                       | T. Ma & K.D. Hyde                                     | 2014           |
| Psilocybe cinnamomea                          | Yang K. Li, Y. Ye & J.F. Liang                        | 2015           |
| Psilocybe citrina                             | Massee                                                | 1901           |
| Psilocybe clavata                             | Guzmán                                                | 1983           |
| Psilocybe collybioides                        | Singer & A.H. Sm.                                     | 1958           |
| Psilocybe columbiana                          | Guzmán                                                | 1978           |
| Psilocybe congolensis                         | Guzmán, S.C. Nixon & Cortés-Pérez                     | 2013           |
| Psilocybe cordispora                          | R. Heim                                               | 1959           |
| Psilocybe cordobensis                         | Singer                                                | 1973           |
| Psilocybe coronilla (Okergele stropharia)     | (Bull.) Noordel.                                      | 1995           |
| Psilocybe cubensis                            | (Earle) Singer                                        | 1948           |
| Psilocybe cyanescens (Blauwwordend kaalkopje) | Wakef.                                                | 1946           |
| Psilocybe cyanofibrillosa                     | Guzmán & Stamets                                      | 1980           |
| Psilocybe cylindrispora                       | A. Pearson                                            | 1951           |
| Psilocybe definita                            | Har. Takah. & Taneyama                                | 2016           |
| Psilocybe desertorum                          | Velen.                                                | 1921           |
| Psilocybe dumontii                            | Singer ex Guzmán                                      | 1978           |
| Psilocybe dunicola                            | (Speg.) Singer                                        | 1968           |
| Psilocybe ecbola                              | (Fr.) Singer                                          | 1969           |
| Psilocybe eucalypta                           | Guzmán & Watling                                      | 1978           |
| Psilocybe eximia                              | E. Horak & Desjardin                                  | 2006           |
| Psilocybe fagicola                            | R. Heim & Cailleux                                    | 1959           |
| Psilocybe farinacea                           | Rick ex Guzmán                                        | 1978           |
| Psilocybe fasciata                            | Hongo                                                 | 1957           |
| Psilocybe februaria                           | Singer                                                | 1989           |
| Psilocybe fibrillosipes                       | E. Horak                                              | 2006           |
| Psilocybe fimetaria (Blauwvoetkaalkopje)      | (P.D. Orton) Watling                                  | 1967           |
| Psilocybe fimicola                            | Guzmán                                                | 1978           |
| Psilocybe flammuliformis                      | Singer                                                | 1969           |
| Psilocybe floccipes                           | Killerm.                                              | 1939           |
| Psilocybe formosa                             | Y.S. Chang & A.K. Mills                               | 2006           |
| Psilocybe fuegiana                            | (E. Horak) Singer                                     | 1969           |
| Psilocybe fuliginosa                          | (Murrill) A.H. Sm.                                    | 1948           |
| Psilocybe furtadoana                          | Guzmán                                                | 1978           |
| Psilocybe fuscofulva                          | Peck                                                  | 1887           |
| Psilocybe gallaeciae                          | Guzmán & M.L. Castro                                  | 2003           |
| Psilocybe gartzii                             | Blanco-Dios                                           | 2020           |
| Psilocybe gigaspora                           | Natarajan & Raman                                     | 1983           |
| Psilocybe glutinosa (Glibberig kaalkopje)     | Arnolds                                               | 1982           |
| Psilocybe goniospora                          | (Berk. & Broome) Singer                               | 1962           |
| Psilocybe granulata                           | Naveau                                                | 1923           |
| Psilocybe graveolens                          | Peck                                                  | 1913           |
| Psilocybe griseobadia                         | (Pat.) Zhu L. Yang                                    | 2000           |
| Psilocybe guatapensis                         | Guzmán, Saldarr., Pineda, G. García & L.-F. Velázquez | 1994           |
| Psilocybe guilartensis                        | Guzmán, F. Tapia & Nieves-Riv.                        | 1997           |
| Psilocybe guzmanii                            | Natarajan & Raman                                     | 1983           |
| Psilocybe heimii                              | Guzmán                                                | 1978           |
| Psilocybe henningsii                          | E. Jungner                                            | 1906           |
| Psilocybe herrerae                            | Guzmán                                                | 1978           |
| Psilocybe hispanica                           | Guzmán                                                | 2000           |
| Psilocybe hoogshagenii                        | R. Heim                                               | 1959           |
| Psilocybe hopii                               | Guzmán & J. Greene                                    | 2010           |
| Psilocybe horakii                             | Guzmán                                                | 1978           |
| Psilocybe inconspicua                         | Guzmán & E. Horak                                     | 1979           |
| Psilocybe indica                              | Sathe & J.T. Daniel                                   | 1981           |
| Psilocybe iodoformica                         | Pat.                                                  | 1924           |
| Psilocybe isabelae                            | Guzmán                                                | 1999           |
| Psilocybe jacobsii                            | Guzmán                                                | 1983           |
| Psilocybe josecastilloi                       | Guzmán                                                | 2005           |
| Psilocybe jujuyensis                          | Singer                                                | 1973           |
| Psilocybe kashmirensis                        | S.P. Abraham                                          | 1995           |
| Psilocybe keralensis                          | K.A. Thomas, Manim. & Guzmán                          | 2002           |
| Psilocybe kolya                               | Grgur.                                                | 1997           |
| Psilocybe korra                               | Grgur.                                                | 1997           |
| Psilocybe kramburkicola                       | Grgur.                                                | 1997           |
| Psilocybe kumaenorum                          | R. Heim                                               | 1967           |
| Psilocybe largicystidiata                     | E. Horak & Desjardin                                  | 2006           |
| Psilocybe lateritia                           | (Murrill) A.H. Sm.                                    | 1948           |
| Psilocybe laticystis                          | Guzmán & A.H. Sm.                                     | 1978           |
| Psilocybe latispora                           | Murrill                                               | 1923           |
| Psilocybe laurae                              | Guzmán                                                | 1998           |
| Psilocybe lazoi                               | Singer                                                | 1969           |
| Psilocybe libertatis                          | (Batsch) Henn.                                        | 1898           |
| Psilocybe liniformans (Slijmrandkaalkopje)    | Guzmán & Bas                                          | 1977           |
| Psilocybe lonchophora                         | (Berk. & Broome) E. Horak                             | 1983           |
| Psilocybe longinqua                           | Singer                                                | 1960           |
| Psilocybe longispora                          | Murrill                                               | 1945           |
| Psilocybe magnispora                          | E. Horak, Guzmán & Desjardin                          | 2009           |
| Psilocybe mairei                              | Singer                                                | 1973           |
| Psilocybe makarorae                           | P.R. Johnst. & P.K. Buchanan                          | 1995           |
| Psilocybe mammillata                          | (Murrill) A.H. Sm.                                    | 1948           |
| Psilocybe marthae                             | Singer                                                | 1969           |
| Psilocybe maxima                              | Velen.                                                | 1921           |
| Psilocybe medullosa                           | (Bres.) Borov.                                        | 2007           |
| Psilocybe megacystis                          | E. Horak                                              | 2006           |
| Psilocybe mendica                             | E. Horak & Desjardin                                  | 2006           |
| Psilocybe meridensis                          | Guzmán                                                | 1995           |
| Psilocybe meridionalis                        | Guzmán, Ram.-Guill. & Guzm.-Dáv.                      | 2008           |
| Psilocybe mescaleroensis                      | Guzmán, Walstad, E. Gándara & Ram.-Guill.             | 2007           |
| Psilocybe mesophylla                          | Guzmán, J.Q. Jacobs & Escalona                        | 2004           |
| Psilocybe mesospora                           | Singer                                                | 1969           |
| Psilocybe mexicana                            | R. Heim                                               | 1957           |
| Psilocybe microcystidiata                     | Guzmán & Bononi                                       | 1984           |
| Psilocybe microsperma                         | Speg.                                                 | 1918           |
| Psilocybe modesta                             | (Sacc.) A.H. Sm.                                      | 1948           |
| Psilocybe mongolica                           | Sarentoya & T. Bau                                    | 2009           |
| Psilocybe moravica                            | Borov.                                                | 2003           |
| Psilocybe moseri                              | Guzmán                                                | 1995           |
| Psilocybe muliercula                          | Singer & A.H. Sm.                                     | 1958           |
| Psilocybe multicellularis                     | E. Horak & Guzmán                                     | 2009           |
| Psilocybe musci                               | Cleland & Cheel                                       | 1918           |
| Psilocybe mutans                              | McKnight                                              | 1971           |
| Psilocybe naematoliformis                     | Guzmán                                                | 1979           |
| Psilocybe natalensis                          | Gartz, D.A. Reid, M.T. Sm. & Eicker                   | 1995           |
| Psilocybe natarajanii                         | Guzmán                                                | 1995           |
| Psilocybe neoxalapensis                       | Guzmán, Ram.-Guill. & Halling                         | 2009           |
| Psilocybe nigrella                            | Peck                                                  | 1910           |
| Psilocybe nothofagensis                       | Guzmán & E. Horak                                     | 1979           |
| Psilocybe novozoncuantlensis                  | Guzmán, Ram.-Cruz, Ram.-Guill. & E. Gándara           | 2006           |
| Psilocybe nuciseda                            | (Fr.) Henn.                                           | 1898           |
| Psilocybe oaxacana                            | Guzmán, Escalona & J.Q. Jacobs                        | 2004           |
| Psilocybe obtusissima                         | Kauffman & A.H. Sm.                                   | 1933           |
| Psilocybe ochraeceps                          | Kauffman                                              | 1926           |
| Psilocybe oedipus                             | Massee                                                | 1899           |
| Psilocybe olivaceotincta                      | Kauffman                                              | 1926           |
| Psilocybe omiumsanctorum                      | Singer                                                | 1969           |
| Psilocybe oregonensis                         | Guzmán                                                | 2000           |
| Psilocybe ovoideocystidiata                   | Guzmán & Gaines                                       | 2007           |
| Psilocybe paludicola                          | Y.S. Chang & A.K. Mills                               | 2006           |
| Psilocybe panaeoliformis                      | Murrill                                               | 1923           |
| Psilocybe papuana                             | Guzmán & E. Horak                                     | 1979           |
| Psilocybe parvula                             | Y.S. Chang & A.K. Mills                               | 2006           |
| Psilocybe paulensis                           | (Guzmán & Bononi) Guzmán                              | 1995           |
| Psilocybe peladae                             | Singer                                                | 1969           |
| Psilocybe pelliculosa                         | (A.H. Sm.) Singer & A.H. Sm.                          | 1958           |
| Psilocybe pericystis                          | Singer                                                | 1989           |
| Psilocybe perspicua                           | Herp.                                                 | 1912           |
| Psilocybe peruviana                           | Singer                                                | 1960           |
| Psilocybe pintonii                            | Guzmán                                                | 1978           |
| Psilocybe plana                               | Rick                                                  | 1930           |
| Psilocybe pleurocystidiosa                    | Guzmán                                                | 1983           |
| Psilocybe polycephala                         | (Paulet) Peck                                         | 1912           |
| Psilocybe polytrichophila                     | (Peck) Pomerl.                                        | 1980           |
| Psilocybe portoricensis                       | Guzmán, Nieves-Riv. & F. Tapia                        | 1997           |
| Psilocybe praetervisa                         | Singer                                                | 1969           |
| Psilocybe pseudoaztecorum                     | Natarajan & Raman                                     | 1985           |
| Psilocybe psilocyboides                       | (Maire) P.-A. Moreau                                  | 2009           |
| Psilocybe pteridophytorum                     | Singer                                                | 1960           |
| Psilocybe puberula (Harig kaalkopje)          | Bas & Noordel.                                        | 1996           |
| Psilocybe pyrispora                           | (Murrill) A.H. Sm.                                    | 1948           |
| Psilocybe ramulosa                            | (Guzmán & Bononi) Guzmán                              | 1995           |
| Psilocybe rhizomorphica                       | Romagn. & Dresco                                      | 1997           |
| Psilocybe rhomboidospora                      | (G.F. Atk.) A.H. Sm.                                  | 1983           |
| Psilocybe rickii                              | Guzmán & Cortez                                       | 2005           |
| Psilocybe rolfsingeri                         | Guzmán & Halling                                      | 2009           |
| Psilocybe rostrata                            | (Petch) Pegler                                        | 1986           |
| Psilocybe rugosa                              | Velen.                                                | 1921           |
| Psilocybe ruiliensis                          | T. Ma, X.F. Ling & K.D. Hyde                          | 2016           |
| Psilocybe rzedowskii                          | Guzmán                                                | 1978           |
| Psilocybe sabulosa                            | Peck                                                  | 1897           |
| Psilocybe samoensis                           | Henn.                                                 | 1896           |
| Psilocybe samuiensis                          | Guzmán, Bandala & J.W. Allen                          | 1993           |
| Psilocybe sanctorum                           | Guzmán                                                | 1983           |
| Psilocybe sardoa                              | Guzmán & Contu                                        | 2002           |
| Psilocybe scatigena                           | (Berk. & M.A. Curtis) Henn.                           | 1898           |
| Psilocybe schultesii                          | Guzmán & S.H. Pollock                                 | 1979           |
| Psilocybe sclerotifera                        | (Speg.) Singer                                        | 1969           |
| Psilocybe scobicola                           | (Berk. & Broome) Sacc.                                | 1887           |
| Psilocybe scocholmica                         | Park.-Rhodes                                          | 1950           |
| Psilocybe sellae                              | Bres. & Mattir.                                       | 1908           |
| Psilocybe semiangustipleurocystidiata         | Guzmán, Ram.-Guill. & M. Torres                       | 2004           |
| Psilocybe semilanceata (Puntig kaalkopje)     | (Fr.) P. Kumm.                                        | 1871           |
| Psilocybe semistriata                         | (Peck) Guzmán                                         | 1983           |
| Psilocybe sempervivae                         | R. Heim & Cailleux                                    | 1958           |
| Psilocybe septembris                          | (Singer) Singer                                       | 1973           |
| Psilocybe septentrionalis                     | (Guzmán) Guzmán                                       | 1995           |
| Psilocybe serbica                             | M.M. Moser & E. Horak                                 | 1969           |
| Psilocybe sierrae                             | Singer                                                | 1969           |
| Psilocybe silvatica                           | (Peck) Singer & A.H. Sm.                              | 1958           |
| Psilocybe simplex                             | E. Horak                                              | 2006           |
| Psilocybe singeri                             | Guzmán                                                | 1979           |
| Psilocybe singeriana                          | Guzmán                                                | 1983           |
| Psilocybe singularis                          | Guzmán, Escalona & J.Q. Jacobs                        | 2004           |
| Psilocybe smithiana                           | Guzmán                                                | 1983           |
| Psilocybe sphagnicola                         | A.H. Sm.                                              | 1946           |
| Psilocybe squalidella                         | (Peck) Peck                                           | 1912           |
| Psilocybe squarrosipes                        | Singer                                                | 1960           |
| Psilocybe stametsii                           | Dentinger & Furci                                     | 2023           |
| Psilocybe stercoricola                        | Cleland                                               | 1927           |
| Psilocybe strictipes (Vlak kaalkopje)         | Singer & A.H. Sm.                                     | 1958           |
| Psilocybe stuntzii                            | Guzmán & J. Ott                                       | 1977           |
| Psilocybe subaeruginascens                    | Höhn.                                                 | 1914           |
| Psilocybe subaeruginosa                       | Cleland                                               | 1927           |
| Psilocybe subalnetorum                        | Guzmán & E. Horak                                     | 1978           |
| Psilocybe subammophila                        | Cleland                                               | 1927           |
| Psilocybe subanellariiformis                  | Guzmán                                                | 1983           |
| Psilocybe subborealis                         | Guzmán & A.H. Sm.                                     | 1978           |
| Psilocybe subbrevipes                         | A.H. Sm. & Hesler                                     | 1946           |
| Psilocybe subbrunneocystidiata                | P.S. Silva & Guzmán                                   | 2007           |
| Psilocybe subcaerulipes                       | Hongo                                                 | 1958           |
| Psilocybe subcoprophila                       | (Britzelm.) Sacc.                                     | 1895           |
| Psilocybe subcubensis                         | Guzmán                                                | 1978           |
| Psilocybe subfimetaria                        | Guzmán & A.H. Sm.                                     | 1978           |
| Psilocybe subflava                            | Herp.                                                 | 1912           |
| Psilocybe subheliconiae                       | Guzmán, Ram.-Guill. & M. Torres                       | 2004           |
| Psilocybe subhoogshagenii                     | Guzmán, M. Torres & Ram.-Guill.                       | 2004           |
| Psilocybe subhyperella                        | Singer                                                | 1973           |
| Psilocybe subovoideocystidiata                | Guzmán & E. Horak                                     | 2009           |
| Psilocybe subpsilocybioides                   | Guzmán, Lodge & S.A. Cantrell                         | 2003           |
| Psilocybe subtropicalis                       | Guzmán                                                | 1995           |
| Psilocybe subviscida                          | (Peck) Kauffman                                       | 1918           |
| Psilocybe subzapotecorum                      | Guzmán                                                | 2000           |
| Psilocybe tampanensis                         | Guzmán & S.H. Pollock                                 | 1978           |
| Psilocybe tasmaniana                          | Guzmán & Watling                                      | 1978           |
| Psilocybe tenuitunicata                       | Guzmán & Ram.-Guill.                                  | 2009           |
| Psilocybe thaiaerugineomaculans               | Guzmán, Karun. & Ram.-Guill.                          | 2012           |
| Psilocybe thaicordispora                      | Guzmán, Ram.-Guill. & Karun.                          | 2012           |
| Psilocybe thaiduplicatocystidiata             | Guzmán, Karun. & Ram.-Guill.                          | 2012           |
| Psilocybe togoensis                           | Henn.                                                 | 1891           |
| Psilocybe tomentosa                           | (Murrill) A.H. Sm.                                    | 1948           |
| Psilocybe toogaadyalis                        | Grgur.                                                | 1997           |
| Psilocybe tortipes                            | Speg.                                                 | 1898           |
| Psilocybe tristis                             | Henn.                                                 | 1901           |
| Psilocybe trufemiae                           | Guzmán & Bononi                                       | 1984           |
| Psilocybe tuberifera                          | Fraiture                                              | 2010           |
| Psilocybe tuberosa                            | P. Karst.                                             | 1904           |
| Psilocybe turficola (Slank kaalkopje)         | J. Favre                                              | 1939           |
| Psilocybe tuxtlensis                          | Guzmán                                                | 1983           |
| Psilocybe umbrospora                          | Velen.                                                | 1921           |
| Psilocybe unicolor                            | Peck                                                  | 1901           |
| Psilocybe uruguayensis                        | Singer ex Guzmán                                      | 1978           |
| Psilocybe uxpanapensis                        | Guzmán                                                | 1979           |
| Psilocybe valdiviensis                        | Singer                                                | 1969           |
| Psilocybe vanhoeffenii                        | Henn.                                                 | 1906           |
| Psilocybe venenata                            | (S. Imai) Imazeki & Hongo                             | 1957           |
| Psilocybe venezuelana                         | Dennis                                                | 1961           |
| Psilocybe verae-crucis                        | Guzmán & Pérez Ortiz                                  | 1978           |
| Psilocybe vernalis                            | Velen.                                                | 1921           |
| Psilocybe vialis                              | Murrill                                               | 1923           |
| Psilocybe virescens                           | (Cooke & Massee) Massee                               | 1892           |
| Psilocybe washingtonensis                     | A.H. Sm.                                              | 1946           |
| Psilocybe wassoniorum                         | Guzmán & S.H. Pollock                                 | 1979           |
| Psilocybe wayanadensis                        | K.A. Thomas, Manim. & Guzmán                          | 2002           |
| Psilocybe weldenii                            | Guzmán                                                | 1979           |
| Psilocybe weraroa                             | Borov., Oborník & Noordel.                            | 2011           |
| Psilocybe xalapensis                          | Guzmán & A. López                                     | 1979           |
| Psilocybe yungensis                           | Singer & A.H. Sm.                                     | 1958           |
| Psilocybe zapotecoantillarum                  | Guzmán, T.J. Baroni & Lodge                           | 2003           |
| Psilocybe zapotecocaribaea                    | Guzmán, Ram.-Guill. & T.J. Baroni                     | 2003           |
| Psilocybe zapotecorum                         | R. Heim                                               | 1957           |
| Psilocybe zonalis                             | Velen.                                                | 1921           |
| Psilocybe zoncuantlensis                      | Guzmán & Ram.-Guill.                                  | 1999           |